# François Saint-Macary
François de Sales Marie Adrien Saint-Macary, wł. François de Sales Marie Adrien Saint-Macary  (ur. 7 stycznia 1936 w Orthez, zm. 26 marca 2007 w Rennes) – francuski duchowny katolicki, biskup. Święcenia kapłańskie przyjął w 1960 roku, zaś w 1983 został mianowany przez papieża Jana Pawła II biskupem koadiutorem z prawem następstwa diecezji Nicei. Rządy nad diecezją objął 30 kwietnia 1984 roku. W 1997 mianowany koadiutorem archidiecezji Rennes, którą objął rok później. Zmarł w 2007 roku w wieku 71 lat.